# Birkózás az 1932. évi nyári olimpiai játékokon
Az 1932. évi nyári olimpiai játékokon a birkózóversenyek tizennégy versenyszámból álltak. Kötöttfogásban és szabadfogásban egyaránt hét-hét olimpiai bajnokot avattak.

## Éremtáblázat
(A hazai és a magyar csapat eltérő háttérszínnel, az egyes számoszlopok legmagasabb értékei vastagítással kiemelve.)
| Az 1932. évi nyári olimpiai játékok éremtáblázata birkózásban | Az 1932. évi nyári olimpiai játékok éremtáblázata birkózásban | Az 1932. évi nyári olimpiai játékok éremtáblázata birkózásban | Az 1932. évi nyári olimpiai játékok éremtáblázata birkózásban | Az 1932. évi nyári olimpiai játékok éremtáblázata birkózásban | Olimpia  |
| ------------------------------------------------------------- | ------------------------------------------------------------- | ------------------------------------------------------------- | ------------------------------------------------------------- | ------------------------------------------------------------- | -------- |
|                                                               | Ország                                                        | Arany                                                         | Ezüst                                                         | Bronz                                                         | Összesen |
| 1.                                                            | Svédország (SWE)                                              | 6                                                             | 1                                                             | 3                                                             | 10       |
| 2.                                                            | Egyesült Államok (USA)                                        | 3                                                             | 2                                                             | 0                                                             | 5        |
| 3.                                                            | Finnország (FIN)                                              | 2                                                             | 3                                                             | 3                                                             | 8        |
| 4.                                                            | Németország (GER)                                             | 1                                                             | 2                                                             | 1                                                             | 4        |
| 5.                                                            | Olaszország (ITA)                                             | 1                                                             | 1                                                             | 2                                                             | 4        |
| 6.                                                            | Franciaország (FRA)                                           | 1                                                             | 0                                                             | 1                                                             | 2        |
| 7.                                                            | Magyarország (HUN)                                            | 0                                                             | 2                                                             | 1                                                             | 3        |
| 8.                                                            | Csehszlovákia (TCH)                                           | 0                                                             | 1                                                             | 0                                                             | 1        |
| 8.                                                            | Dánia (DEN)                                                   | 0                                                             | 1                                                             | 0                                                             | 1        |
| 8.                                                            | Kanada (CAN)                                                  | 0                                                             | 1                                                             | 0                                                             | 1        |
| 11.                                                           | Ausztria (AUT)                                                | 0                                                             | 0                                                             | 2                                                             | 2        |
| 12.                                                           | Ausztrália (AUS)                                              | 0                                                             | 0                                                             | 2                                                             | 2        |
|                                                               |                                                               |                                                               |                                                               |                                                               |          |
| Összesen                                                      | Összesen                                                      | 14                                                            | 14                                                            | 14                                                            | 42       |

## Szabadfogású birkózás

### Éremtáblázat
| Az 1932. évi nyári olimpiai játékok éremtáblázata szabadfogású birkózásban | Az 1932. évi nyári olimpiai játékok éremtáblázata szabadfogású birkózásban | Az 1932. évi nyári olimpiai játékok éremtáblázata szabadfogású birkózásban | Az 1932. évi nyári olimpiai játékok éremtáblázata szabadfogású birkózásban | Az 1932. évi nyári olimpiai játékok éremtáblázata szabadfogású birkózásban | Olimpia  |
| -------------------------------------------------------------------------- | -------------------------------------------------------------------------- | -------------------------------------------------------------------------- | -------------------------------------------------------------------------- | -------------------------------------------------------------------------- | -------- |
|                                                                            | Ország                                                                     | Arany                                                                      | Ezüst                                                                      | Bronz                                                                      | Összesen |
| 1.                                                                         | Egyesült Államok (USA)                                                     | 3                                                                          | 2                                                                          | 0                                                                          | 5        |
| 2.                                                                         | Svédország (SWE)                                                           | 2                                                                          | 1                                                                          | 2                                                                          | 5        |
| 3.                                                                         | Finnország (FIN)                                                           | 1                                                                          | 1                                                                          | 2                                                                          | 4        |
| 4.                                                                         | Franciaország (FRA)                                                        | 1                                                                          | 0                                                                          | 0                                                                          | 1        |
| 5.                                                                         | Magyarország (HUN)                                                         | 0                                                                          | 2                                                                          | 1                                                                          | 3        |
| 6.                                                                         | Kanada (CAN)                                                               | 0                                                                          | 1                                                                          | 0                                                                          | 1        |
| 7.                                                                         | Ausztrália (AUS)                                                           | 0                                                                          | 0                                                                          | 1                                                                          | 1        |
| 7.                                                                         | Ausztria (AUT)                                                             | 0                                                                          | 0                                                                          | 1                                                                          | 1        |
|                                                                            |                                                                            |                                                                            |                                                                            |                                                                            |          |
| Összesen                                                                   | Összesen                                                                   | 7                                                                          | 7                                                                          | 7                                                                          | 21       |

### A szabadfogású birkózás érmesei
| Az 1932. évi nyári olimpiai játékok érmesei szabadfogású birkózásban |                                          |                                      |                                     |
| Versenyszám                                                          | Arany                                    | Ezüst                                | Bronz                               |
| légsúly (56 kg-ig)                                                   | Robert Pearce · Egyesült Államok (USA)   | Zombori Ödön · Magyarország (HUN)    | Aatos Jaskari · Finnország (FIN)    |
| pehelysúly (61 kg-ig)                                                | Hermanni Pihlajamäki · Finnország (FIN)  | Edgar Nemir · Egyesült Államok (USA) | Einar Karlsson · Svédország (SWE)   |
| könnyűsúly (66 kg-ig)                                                | Charles Pacôme · Franciaország (FRA)     | Kárpáti Károly · Magyarország (HUN)  | Gustaf Klarén · Svédország (SWE)    |
| kisközépsúly (72 kg-ig)                                              | Jack van Bebber · Egyesült Államok (USA) | Daniel MacDonald · Kanada (CAN)      | Eino Leino · Finnország (FIN)       |
| nagyközépsúly (79 kg-ig)                                             | Ivar Johansson · Svédország (SWE)        | Kyösti Luukko · Finnország (FIN)     | Tunyogi József · Magyarország (HUN) |
| kisnehézsúly (87 kg-ig)                                              | Peter Mehringer · Egyesült Államok (USA) | Thure Sjöstedt · Svédország (SWE)    | Eddie Scarf · Ausztrália (AUS)      |
| nehézsúly (87 kg-tól)                                                | Johan Richthoff · Svédország (SWE)       | John Riley · Egyesült Államok (USA)  | Nikolaus Hirschl · Ausztria (AUT)   |

## Kötöttfogású birkózás

### Éremtáblázat
| Az 1932. évi nyári olimpiai játékok éremtáblázata kötöttfogású birkózásban | Az 1932. évi nyári olimpiai játékok éremtáblázata kötöttfogású birkózásban | Az 1932. évi nyári olimpiai játékok éremtáblázata kötöttfogású birkózásban | Az 1932. évi nyári olimpiai játékok éremtáblázata kötöttfogású birkózásban | Az 1932. évi nyári olimpiai játékok éremtáblázata kötöttfogású birkózásban | Olimpia  |
| -------------------------------------------------------------------------- | -------------------------------------------------------------------------- | -------------------------------------------------------------------------- | -------------------------------------------------------------------------- | -------------------------------------------------------------------------- | -------- |
|                                                                            | Ország                                                                     | Arany                                                                      | Ezüst                                                                      | Bronz                                                                      | Összesen |
| 1.                                                                         | Svédország (SWE)                                                           | 4                                                                          | 0                                                                          | 1                                                                          | 5        |
| 2.                                                                         | Finnország (FIN)                                                           | 1                                                                          | 2                                                                          | 1                                                                          | 4        |
| 2.                                                                         | Németország (GER)                                                          | 1                                                                          | 2                                                                          | 1                                                                          | 4        |
| 4.                                                                         | Olaszország (ITA)                                                          | 1                                                                          | 1                                                                          | 2                                                                          | 4        |
| 5.                                                                         | Csehszlovákia (TCH)                                                        | 0                                                                          | 1                                                                          | 0                                                                          | 1        |
| 5.                                                                         | Dánia (DEN)                                                                | 0                                                                          | 1                                                                          | 0                                                                          | 1        |
| 7.                                                                         | Ausztria (AUT)                                                             | 0                                                                          | 0                                                                          | 1                                                                          | 1        |
| 7.                                                                         | Franciaország (FRA)                                                        | 0                                                                          | 0                                                                          | 1                                                                          | 1        |
|                                                                            |                                                                            |                                                                            |                                                                            |                                                                            |          |
| Összesen                                                                   | Összesen                                                                   | 7                                                                          | 7                                                                          | 7                                                                          | 21       |

### A kötöttfogású birkózás érmesei
| Az 1932. évi nyári olimpiai játékok érmesei kötöttfogású birkózásban |                                     |                                      |                                      |
| Versenyszám                                                          | Arany                               | Ezüst                                | Bronz                                |
| légsúly (56 kg-ig)                                                   | Jakob Brendel · Németország (GER)   | Marcello Nizzola · Olaszország (ITA) | Louis François · Franciaország (FRA) |
| pehelysúly (61 kg-ig)                                                | Giovanni Gozzi · Olaszország (ITA)  | Wolfgang Ehrl · Németország (GER)    | Lauri Koskela · Finnország (FIN)     |
| könnyűsúly (66 kg-ig)                                                | Erik Malmberg · Svédország (SWE)    | Abraham Kurland · Dánia (DEN)        | Eduard Sperling · Németország (GER)  |
| kisközépsúly (72 kg-ig)                                              | Ivar Johansson · Svédország (SWE)   | Väinö Kajander · Finnország (FIN)    | Ercole Gallegati · Olaszország (ITA) |
| nagyközépsúly (79 kg-ig)                                             | Vainö Kokkinen · Finnország (FIN)   | Jean Földeák · Németország (GER)     | Axel Cadier · Svédország (SWE)       |
| kisnehézsúly (87 kg-ig)                                              | Rudolf Svensson · Svédország (SWE)  | Onni Pellinen · Finnország (FIN)     | Mario Gruppioni · Olaszország (ITA)  |
| nehézsúly (87 kg-tól)                                                | Carl Westergreen · Svédország (SWE) | Josef Urban · Csehszlovákia (TCH)    | Nikolaus Hirschl · Ausztria (AUT)    |

## Magyar részvétel
Az olimpián öt  birkózó képviselte Magyarországot. Szabadfogásban négy, kötöttfogásban három magyar induló volt. A magyar birkózók összesen
- két második
- egy harmadik és
- két ötödik

helyezést értek el és ezzel tizennyolc olimpiai pontot szereztek. Az egyes fogásnemekben és súlycsoportokban a következő magyar birkózók indultak (pontszerző helyen végzettek esetén zárójelben az elért helyezés):
| Magyar birkózók az 1932. évi nyári olimpiai játékokon |                     |               |
| Súlycsoport                                           | Szabadfogás         | Kötöttfogás   |
| légsúly (56 kg-ig)                                    | Zombori Ödön (2.)   | Szegfy László |
| pehelysúly (61 kg-ig)                                 | –                   | Zombori Ödön  |
| könnyűsúly (66 kg-ig)                                 | Kárpáti Károly (2.) | –             |
| kisközépsúly (72 kg-ig)                               | Zombori Gyula (5.)  | Zombori Gyula |
| nagyközépsúly (79 kg-ig)                              | Tunyogi József (3.) | –             |
| kisnehézsúly (87 kg-ig)                               | –                   | –             |
| nehézsúly (87 kg-tól)                                 | –                   | –             |